# 填料
填料（てんりょう）は、紙、プラスチック、合成ゴムなどに添加する、白色不透明の無機材料である。フィラー (filler) ともいう。
天然のカオリナイトや合成の炭酸カルシウムなどが使われる。